# 野田町 (樺太廳)

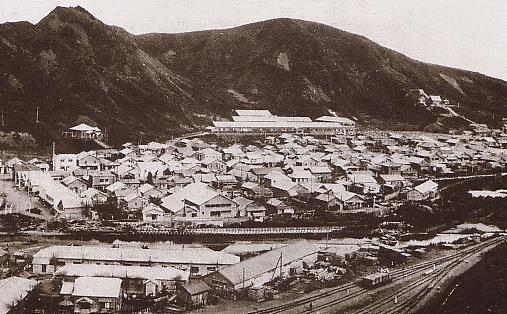
街景

野田町（日语：／ Noda chō */?）是日本統治下的樺太廳真岡郡的已不存在的一町。
名稱來自於阿伊努語的「not-sam」（海岬的旁邊）。